# Dominik Kanaet
Dominik Kanaet (* 6. Mai 1991 in Zagreb, SFR Jugoslawien) ist ein kroatischer Eishockeyspieler, der seit 2021 beim HK Púchov in der drittklassigen slowakischen 2. Liga unter Vertrag steht.

## Karriere
Dominik Kanaet begann seine Karriere als Eishockeyspieler im Nachwuchsbereich des KHL Mladost Zagreb. Als 15-Jähriger wechselte er in die Slowakei und spielte beim HK Spartak Dubnica und dem MHC Martin, für deren U18- und U20-Junioren er von 2006 bis Februar 2010 aktiv war. Anschließend kehrte der Angreifer in seine Heimatstadt zurück und unterschrieb einen Vertrag beim KHL Medveščak Zagreb, für den er gegen Ende der Saison 2009/10 sein Debüt im professionellen Eishockey gab, als er in insgesamt 15 Spielen in der Österreichischen Eishockey-Liga auf dem Eis stand und dabei zwei Tore erzielte. Parallel bestritt er zwei Spiele für Medveščaks zweite Mannschaft in der Slohokej Liga. In der Saison 2010/11 gehörte der kroatische Nationalspieler erneut zum Stammpersonal in der Mannschaft aus Zagreb, für die er in insgesamt 58 Spielen je vier Tore und vier Vorlagen erzielte. Mit Medveščak wurde er zudem in der nationalen Liga Kroatischer Meister und absolvierte neun Spiele für das Team Zagreb, die neugegründete Kooperation der Zagreber Spitzenvereine, in der Slohokej Liga. Auch 2012 wurde er mit Medveščak kroatischer Landesmeister. Anschließend wechselte er für ein Jahr in die zweitklassige slowakische 1. Liga (wie in vielen anderen Ländern auch, wird in der Slowakei die zweithöchste Spielklasse als „1. Liga“ bezeichnet) zum HC 07 Detva. 2013 zog es ihn nach Nordeuropa und er wechselte zu den Herlev Eagles in die dänische Metal Ligaen. Nach nur einem Jahr kehrte er aber nach Detva zurück, wo er bis Anfang 2017 spielte. Danach wechselte er zum drittklassigen MHK Dubnica, mit dem er am Saisonende in die 1. Liga aufstieg. Nach gut vier Jahren schloss er sich 2021 dem HK Púchov an und spielte so erneut in der drittklassigen slowakischen 2. Liga. Für die Playoffs 2023 ging er zum HK Delikateso Bratislava, kehrte aber zur folgenden Spielzeit nach Púchov zurück.

### International
Für Kroatien nahm Kanaet im Juniorenbereich an den U18-Junioren-Weltmeisterschaften der Division II 2007, 2008 und 2009, den U20-Junioren-Weltmeisterschaften der Division II 2008 und 2009, als er als bester Angreifer des Turniers maßgeblich zum Aufstieg der Kroaten beitrug, sowie den U20-Junioren-Weltmeisterschaften der Division I 2010, als er zweitbester Vorlagengeber hinter dem Norweger Scott Winkler war, und zum besten Spieler seines Teams gewählt wurde, und 2011 teil. 
Im Erwachsenenbereich stand er im Aufgebot seines Landes bei den Weltmeisterschaften der Division I 2009, 2010, 2014, 2015, 2017 und 2018 sowie den Weltmeisterschaften der Division II 2011, als er nach seinen Landsleuten Marko Lovrenčić und Borna Rendulić drittbeste Scorer des Turniers war, 2012, 2013, 2019, 2022 und 2023. 2013 gelang ihm mit seiner Mannschaft beim Turnier im heimischen Zagreb der Aufstieg in die Division I. Bei Herren-Weltmeisterschaften erzielte er bis einschließlich der WM 2023 in 57 Spielen 19 Tore und gab 22 Vorlagen. Darüber hinaus stand er bei den Qualifikationsturnieren für die Olympischen Winterspiele 2010 in Vancouver, 2014 in Sotschi, 2018 in Pyeongchang und 2022 in Peking in insgesamt zwölf Spielen Kroatiens auf dem Eis. Dabei erzielte er acht Tore und gab vier Vorlagen.

## Erfolge und Auszeichnungen
- 2011 Kroatischer Meister mit dem KHL Medveščak Zagreb
- 2012 Kroatischer Meister mit dem KHL Medveščak Zagreb
- 2015 Meister der slowakische 1. Liga mit dem HC 07 Detva
- 2017 Aufstieg in die slowakische 1. Liga mit dem MHK Dubnica nad Váhom

### International
- 2008 Wertvollster Spieler bei der U18-Junioren-Weltmeisterschaft der Division II, Gruppe A
- 2009 Aufstieg in die Division I bei der U20-Junioren-Weltmeisterschaft der Division II
- 2009 Bester Angreifer bei der U20-Junioren-Weltmeisterschaft der Division II, Gruppe B
- 2009 Beste Plus/Minus-Bilanz bei der U20-Junioren-Weltmeisterschaft der Division II, Gruppe B
- 2010 Bester Spieler Kroatiens bei der U20-Junioren-Weltmeisterschaft der Division I
- 2013 Aufstieg in die Division I, Gruppe B, bei der Weltmeisterschaft, Division II, Gruppe A

## Statistik
(Stand: Ende der Saison 2013/14)